# Сарьян, Лазарь Мартиросович

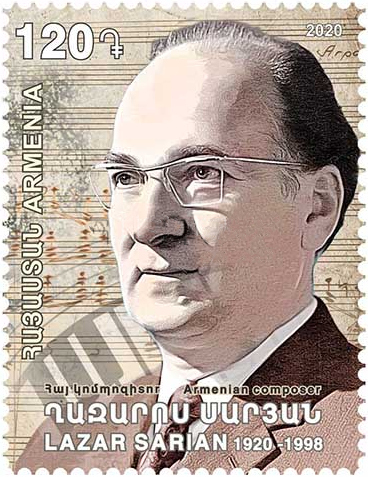
100 лет со дня рождения Лазаря Сарьяна, Почта Армении, 2020

Лазарь (Газарос) Мартиросович Сарьян (арм. Ղազարոս Մարտիրոսի Սարյան; 30 сентября 1920, Нахичевань-на-Дону, Донская область — 27 мая 1998, Ереван) — армянский, советский композитор, педагог. Народный артист СССР (1991).

## Биография
Родился в семье советского художника Мартироса Сарьяна.
В 1934—1938 годах занимался в творческом классе у С. В. Бархударяна и В. Г. Тальяна при Ереванской консерватории, затем в Музыкальном училище им. Гнесиных (Москва), где был учеником В. Я. Шебалина.
В 1939 году был призван в Красную армию. Как старшина 7-го зенитно-пулемётного полка звался Лазарем — русским вариантом своего имени Газарос. Также руководил самодеятельностью полка, играл на баяне, писал песни.
Участник войны: в 1941—1945 — командир пулемётного расчёта и командир пулемётного отделения 7-го зенитно-пулемётного полка ПВО. Воевал на Юго-Западном, Воронежском и 1-м Украинском фронтах. 16 мая 1943 года при налёте вражеской авиации на Курск сбил бомбардировщик «Юнкерс-88».
В 1950 году окончил Московскую консерваторию по классу композиции у А. Н. Александрова, занимался у Д. Д. Шостаковича и Д. Б. Кабалевского.
С 1950 года преподавал в Ереванской консерватории композицию и оркестровку (в 1960—1986 — ректор, профессор (1972), с 1986 — заведующий кафедрой композиции). Воспитал ряд известных армянских композиторов, среди которых — Тигран Мансурян, Рубен Саркисян, Вартан Аджемян, Рубен Алтунян.
Один из членов «Армянской могучей кучки».
Председатель правления Союза композиторов Армянской ССР (1955—1956). Член Союза кинематографистов Армянской ССР.
Умер 27 мая 1998 года в Ереване. Похоронен на Тохмахском кладбище.

### Семья

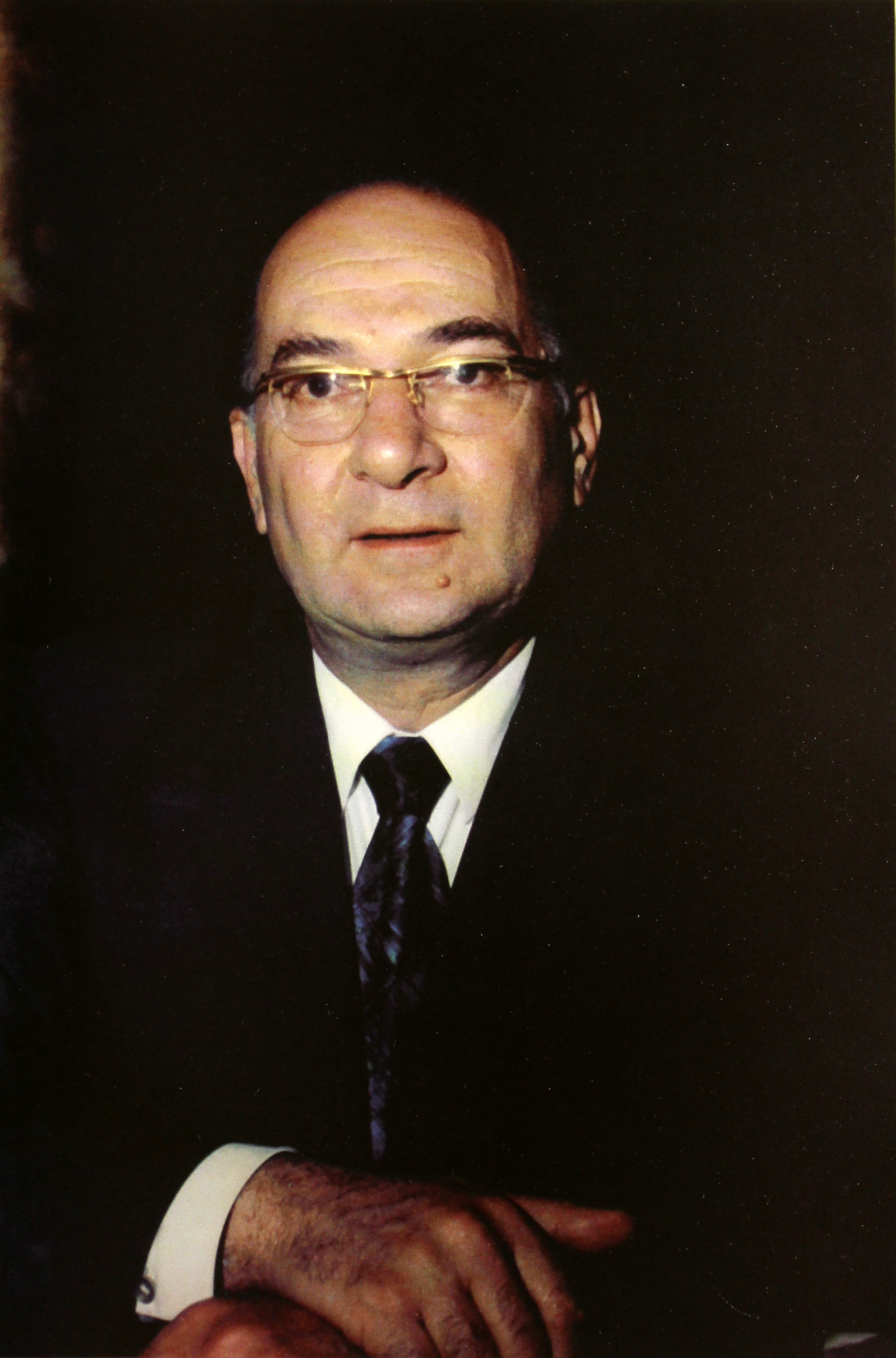
Лазарь Сарьян

- Дед — Газарос Степанович Агаян (1840—1911), писатель, педагог.
- Отец — Мартирос Сергеевич Сарьян (1880—1972), живописец, Герой Социалистического Труда, народный художник СССР.
- Первая жена — Галина Лесникова (1925—2008).
  - Сын — Рубен Лазаревич Сарьян (р. 1946).
  - Дочь — Екатерина Лазаревна Сарьян (р. 1945).
    - Внучка — Мария Сергеевна Петросян (р. 1969), армянская писательница и художница, пишущая на русском языке, автор романа «Дом, в котором…».

  - Дочь — Рузанна Лазаревна Сарьян (р. 1959), директор Дома-музея М. Сарьяна.
    - Внук — Мартирос Аветикович Исаакян (1978—2015).
- Вторая жена — Аракси Арцруновна Арутюнян-Сарьян (1937—2013), музыковед, кандидат искусствоведения, заслуженный деятель искусств Республики Армения.
  - Дочь — Лусик Лазаревна Сарьян (1969—1991), пианистка.
  - Дочь — Софья Лазаревна Сарьян (р. 1971), главный хранитель Дома-музея М. Сарьяна.
    - Внук — Давид Тигранович Нерсесян (р. 1996).
    - Внучка — Лусик Тиграновна Нерсесян (р. 1999).
    - Внук — Эмиль Тигранович Нерсесян (р. 2009).

## Звания и награды
- Заслуженный деятель искусств Армянской ССР (1960)
- Народный артист Армянской ССР (1972)
- Народный артист СССР (1991)
- Государственная премия Армянской ССР (1983)
- Орден Отечественной войны 2 степени (1985)[3]
- Орден Дружбы народов (1986)
- Орден Красной Звезды (1944)[4]
- Орден «Знак Почёта» (1956)
- Медаль «За боевые заслуги» (1943)[5]
- Медали.

## Основные сочинения
Для симфонического оркестра:
- Тема с вариациями (1947)
- Симфоническая поэма (1950)
- «Симфонические картинки» (1956)
- Адажио и танец для струнных (1957)
- Торжественная увертюра (1957)
- Серенада (1959)
- Симфоническое панно «Армения» (1966)
- Концерт для скрипки с оркестром (1972)
- Симфония (1980)
- Пассакалья (1994)

Для хора и симфонического оркестра:
- Вокально-симфоническая сюита — «День мира» (1953)

Камерные сочинения:
- Две сонаты для виолончели и фортепиано (1948, 1989)
- Два струнных квартета (1949, 1986)
- Ария и Токката для скрипки и фортепиано (1966)
- Концертная пьеса для трубы и фортепиано (1962)
- «Andante и Presto» для скрипки и камерного оркестра (1997)

Для фортепиано:
- Танец (1955)
- «Дедушкины часы» (1970)
- Три постлюдии (1990)

Песни
- «Песня о мире» (1951)
- «Тебе пою, Родина» (1955)
- «Ожидание» (1956)
- Лирические песни (сборник нз пяти песен, 1960)

Музыка к фильмам:
- 1954 — «Мелочь» (короткометражный)
- 1953 — «Смотрины» (короткометражный)
- 1956 — «Пленники Барсова ущелья»
- 1958 — «Песня первой любви» (совм. с А. А. Бабаджаняном)
- 1959 — «01-99» (короткометражный)
- 1959 — «Её фантазия»
- 1960 — «Голоса нашего квартала»
- 1965 — «Мартирос Сарьян» (документальный)
- 1967 — «Каринэ» (инструментализация и музыкальная редакция).

## Записи
- симфонические произведения
- камерные произведения